# Eugerres mexicanus
Eugerres mexicanus is een straalvinnige vissensoort uit de familie van de mojarra's (Gerreidae). De wetenschappelijke naam van de soort is voor het eerst geldig gepubliceerd in 1863 door Steindachner.